# Франсоа дьо Бурбон-Вандом
Франсоа I дьо Бурбон-Вандом (на френски: François de Bourbon-Vendôme; * 1470, Вандом, † 30 октомври 1495, Верчели) e френски аристократ, 3-ти граф на Вандом от 1477 г., господар на Епернон.

## Произход
Той е най-големият син на Жан VIII дьо Бурбон-Вандом (* 1428, † 1477), граф на Вандом (1446 – 1477), и на съпругата му Изабела дьо Бово (* ок. † 1436), господарка на Шампини и на Ла Рош сюр Йон. Той е 7-мо поколение потомък по мъжка линия на крал Свети Луи и прадядо също по мъжка линия на френския крал Анри IV.
Има един браат и шест сестри:
- Жана (* 1460, † 1477), господарка на Рошфор, съпруга на Луи дьо Жоайез, граф на Шартър, господар на Бутеон, Банзак, Сен Жание, Рошфор, Ла Рош сюр Йон и Шампини.
- Катерина Благочестивата (* 1462, † сл. 1525), съпруга на Жилбер дьо Шабан, барон на Рошфор, сенешал на Лимузен и Гиен.
- Жана Красивата (* 1465, † 1511), херцогиня на Бурбон като съпруга на Жан II дьо Бурбон Добрия и графиня на Оверн като съпруга на Жан IV дьо Ла Тур д'Оверн
- Рене (* 1468, † 1534), игуменка в Кана (1490), игуменка в Кралско абатство „Нотър Дам дьо Фонтъвро“ (1491).
- Луи (* 1473, † 1520), принц на Ла Рош сюр Йон, чрез брак граф на Монпансие, съпруг на Луиза дьо Бурбон, графиня (херцогиня) на Монпансие, дофина на Оверн
- Шарлота (* 1474, † 14 декември 1520), графиня на Невер и на Йо като съпруга на Анжилбер дьо Клев
- Изабела (* 1475 , † 12 юли 1531), игуменка на Абатството на Дамите на Кан.

## Биография
След смъртта на своя баща, когато е на 7 г., той става граф на Вандом. За опекун е назначен неговият чичо Луи дьо Жоайоз (* ок. 1450, † 1498). През 1484 г. крал Шарл VIII, с кралска заповед, прави Вандом пряко зависим от Короната, премахвайки го от васалната зависимост на Анжуйците, който току-що е обединен отново с Короната.  Франсоа получава Мондубло и Сен Кале, които са включени в състава на Графство Вандом. Той е верен последовател на краля.
Съпровожда Шарл VIII в Италианския поход и със своята доблест и благоразумие допринася за победата при Форново (1495 г.). По време на войните обаче заболява от дезинтерия и умира на 25 г. във Верчели (дн. Италия). Негов наследник става най-големият му син Шарл IV дьо Бурбон-Вандом.

## Брак и потомство
∞ 8 септември 1487 за Мария Люксембургска-Сен Пол (* 1472, Люксембург, † 1 април 1547, Ла Фер), графиня на Сен Пол, на Марл и на Соасон от 1482 г., господарка на Конде, дъщеря на Пиер II Люксембургски, граф на Сен Пол, и на Маргарита Савойска. Имат 4 сина и 2 дъщери:
- Шарл IV (* 2 юни 1489, Вандом, † 25 март 1537, Амиен), 4-ти граф на Вандом (от 30 октомври 1495 г.) и впоследствие 1-ви херцог на Вандом от 1515 г.
- Жак (* 1490, † 1491)
- Франсоа I (* 6 октомври 1491, замък Ам, Пикардия † 1 септември 1545, Реймс) граф на Етутвил от 1534 г., граф на Сен Пол и на Шомон от 1546 г.
- Луи (* 2 януари 1493, замък Ам, Пикардия, † 11 март 1557, Париж) кардинал от 1517, епископ на Санс от 1535 г.
- Антоанета (* 25 декември 1494 Ам, Пикардия, † 22 януари 1583, Жонвил); ∞ 1513 за Клод I Лотарингски (* 1496, † 1550), 1-ви херцог на Гиз.
- Луиза (* 1495, † 1575), игуменка на Абатство „Нотр Дам дьо Фонтевро“ от 1534 г.